# Kaba Diawara
Kaba Diawara (Tolone, 16 dicembre 1975) è un allenatore di calcio ed ex calciatore francese naturalizzato guineano, di ruolo attaccante, commissario tecnico della nazionale guineana.

## Carriera

### Club
Durante la sua carriera ha giocato con numerose squadre di club, tra cui Rennes, Bordeaux (con cui ha vinto il campionato francese), Arsenal, Paris Saint-Germain, Olympique Marsiglia, West Ham Utd e Blackburn.

### Nazionale
Conta 27 presenze e 10 reti con la nazionale guineana; ha partecipato alla Coppa d'Africa 2006.

## Palmarès

### Club

#### Competizioni nazionali
- Campionato francese: 1

Bordeaux: 1998-1999